# Bivacco Berardo
Il bivacco Fratelli Berardo è un bivacco situato nel comune di Pontechianale (CN), in valle Varaita, nelle Alpi Cozie, a 2710 m s.l.m.

## Storia
Il rifugio è dedicato ai fratelli Carlo e Renzo Berardo, alpinisti, saviglianesi, morti tragicamente in una scalata sull'Uia di S.Lucia il 5 giugno 1958.

## Caratteristiche
Si trova sul versante sud delle Rocce di Viso nel vallone delle Forciolline.
L'acqua si può trovare a 15 min nel laghetto soprastante.

## Accessi
L'accesso avviene partendo da Castello di Pontechianale (1.608 m s.l.m.) in circa due ore e trenta seguendo dapprima il sentiero per il rifugio Vallanta. Una volta raggiunto le Grange del Rio (1.988 m s.l.m.) a destra seguendo il sentiero 'U11' e quindi alla diramazione successiva a sinistra per il vallone delle Forciolline.

## Ascensioni
- Monviso (3841 m s.l.m.)
- Punta Innominata (2835 m s.l.m.)
- Rocce di Viso (3176 m s.l.m.)
- Guglia delle Forciolline (2861 m s.l.m.)
- Punta Dante (3166 m s.l.m.)

## Traversate
- Rifugio Quintino Sella al Monviso (2450 m s.l.m.) - 2.30 h
- Rifugio Vallanta (2640 m s.l.m.) - 2.00 h
- Bivacco Boarelli ai Laghi delle Forciolline (2810 m s.l.m.) - 1.00 h